# Haley Joel Osment
Haley Joel Osment (Los Angeles, 10 aprile 1988) è un attore statunitense.
Divenne noto come attore bambino nei film Forrest Gump (1994), The Sixth Sense - Il sesto senso (1999) e A.I. - Intelligenza artificiale (2001).

## Biografia

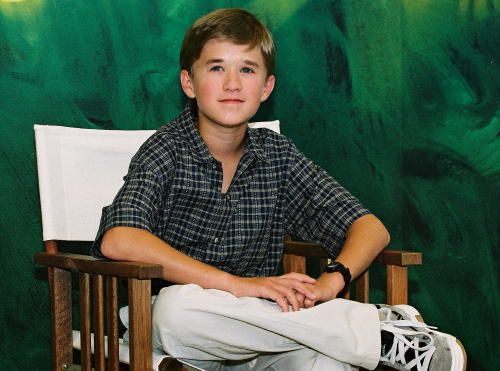
Haley Joel Osment a Venezia nel 2001

Figlio dell'attore Michael Eugene Osment e dell'insegnante Theresa Seifert, nonché fratello dell'attrice Emily Osment, iniziò a recitare all'età di 4 anni, quando durante una visita a un centro commerciale con la madre partecipò a un casting per la ricerca di nuovi talenti. Qualche tempo dopo venne richiamato e scritturato per la pubblicità dell'importante catena americana di fast food Pizza Hut. Questa pubblicità lanciò immediatamente la sua carriera e in un paio di mesi egli riuscì a ottenere il suo primo ruolo televisivo. In seguito studiò alla Flintridge Preparatory School di La Cañada, in California.
Nel film Forrest Gump (1994) interpretò il ruolo del figlio del protagonista. In seguito fece diverse apparizioni in numerose serie televisive, tra le quali Walker Texas Ranger (interpretando un bambino malato di AIDS), Ally McBeal (interpretando un bambino malato di leucemia). Nel 1996 ha recitato nel film Bogus - L'amico immaginario al fianco di Whoopi Goldberg e Gérard Depardieu. Il successo giunse però nel 1999 con The Sixth Sense - Il sesto senso, dove recitò al fianco di Bruce Willis. È rimasta famosa una delle sue battute ne Il sesto senso, "Vedo la gente morta" (I see dead people nell'originale), spesso citata in numerosi contesti, dai programmi televisivi fino ai videogiochi (come in Warcraft III). Per questo ruolo vinse il Saturn Award come migliore attore giovane. Venne anche nominato agli Oscar 2000 come miglior attore non protagonista ma perse contro Michael Caine (al fianco del quale reciterà poi in Secondhand Lions).
Nel 2001 Osment fu poi il protagonista del film A.I. - Intelligenza artificiale di Steven Spielberg, confermandosi come uno degli attori più promettenti di Hollywood. Questo ruolo gli valse un secondo Saturn Award. Da allora è apparso in numerosi film fra cui Secondhand Lions e Un sogno per domani. Ha doppiato Sora, protagonista nella serie di videogiochi Kingdom Hearts della Disney e della Square Enix.

## Vita privata
Il 20 luglio 2006 Osment ebbe un incidente stradale in seguito al quale riportò diverse ferite, inclusa la rottura di una spalla. Il 19 ottobre 2006 venne ritenuto colpevole del reato di guida in stato di ebbrezza e possesso di marijuana e fu condannato a tre anni di libertà condizionata, 60 ore in un programma di riabilitazione per alcolisti, una multa di 1.500$ e un minimo di 26 incontri con gli Alcolisti Anonimi entro un periodo di sei mesi.

## Filmografia parziale

### Attore

#### Cinema
- Forrest Gump regia di Robert Zemeckis (1994)
- Agenzia salvagente (Mixed Nuts), regia di Nora Ephron (1994)
- Nel bene e nel male (For Better or Worse), regia di Jason Alexander (1995)
- Bogus - L'amico immaginario (Bogus), regia di Norman Jewison (1996)
- Il ricordo di un aprile (I'll remember April), regia di Bob Clark (1999)
- The Sixth Sense - Il sesto senso (The Sixth Sense), regia di M. Night Shyamalan (1999)
- Un sogno per domani (Pay It Forward), regia di Mimi Leder (2000)
- A.I. - Intelligenza artificiale (Artificial Intelligence: AI), regia di Steven Spielberg (2001)
- L'ultimo treno (Edges of the Lord), regia di Yurek Bogayevicz (2001)
- Secondhand Lions, regia di Tim McCanlies (2003)
- Home of the Giants, regia di Rusty Gorman (2007)
- Misadventures of the Dunderheads, regia di D. G. Brock (2011)
- Sacks West, regia di Christin Trogan – cortometraggio (2011)
- Sassy Pants, regia di Coley Sohn (2012)
- I'll Follow You Down, regia di Richie Mehta (2013)
- Tusk, regia di Kevin Smith (2014)
- Sex Ed, regia di Isaac Feder (2014)
- The World Made Straight, regia di David Burris (2015)
- Me Him Her, regia di Max Landis (2015)
- Entourage, regia di Doug Ellin (2015)
- Yoga Hosers - Guerriere per sbaglio (Yoga Hosers), regia di Kevin Smith (2016)
- La rivoluzione di Charlie (Almost Friends), regia di Jake Goldberger (2016)
- Sleepwalker, regia di Elliott Lester (2017)
- Izzy Gets The F*ck Across Town, regia di Christian Papierniak (2017)
- Clara's Ghost, regia di Bridey Elliott (2018)
- Ted Bundy - Fascino criminale (Extremely Wicked, Shockingly Evil and Vile), regia di Joe Berlinger (2019)
- The Devil Has a Name, regia di Edward James Olmos (2019)
- Bad Therapy, regia di William Teitler (2020)
- Un buon trip: avventure psichedeliche (Have a Good Trip: Adventures in Psychedelics), regia di Donick Cary – documentario (2020)
- Rischi del mestiere (Death of a Telemarketer), regia di Khaled Ridgeway (2020)
- Mi ricorda qualcuno (Somebody I Used to Know), regia di Dave Franco (2023)
- Blink Twice, regia di Zoë Kravitz (2024)
- Un tipo imprevedibile 2 (Happy Gilmore 2), regia di Kyle Newacheck (2025)

#### Televisione
- La mia piccola donna (Lies of the Heart: The Story of Laurie Kellogg), regia di Sam Manners – film TV (1994)
- The Jeff Foxworthy Show – serie TV, 39 episodi (1995-1997)
- Ultima fermata Saber River (Last Stand at Saber River), regia di Dick Lowry – film TV (1997)
- Walker Texas Ranger (Walker, Texas Ranger) – serie TV, episodi 6x03-6x04 (1997)
- Murphy Brown – serie TV, 6 episodi (1997-1998)
- Ally McBeal – serie TV, episodio 2x13 (1998)
- Il mistero del lago (The Lake), regia di David Jackson – film TV (1998)
- Il piccolo capo indiano (The Ransom of Red Chief), regia di Bob Clark – film TV (1998)
- A spasso con Katherine (A Cab to Canada), regia di Christopher Leitch – film TV (1998)
- Jarod il camaleonte (The Pretender) – serie TV, episodi 2x21-2x22 (1998)
- Alpha House – serie TV, 12 episodi (2013-2014)
- The Spoils of Babylon – miniserie TV, 3 puntate (2014)
- The Spoils Before Dying – miniserie TV, 5 puntate (2015)
- Comedy Bang! Bang! – programma TV, 10 puntate (2015-2016)
- Silicon Valley – serie TV, episodi 4x06-4x08-4x09 (2017)
- Teachers – serie TV, 4 episodi (2017-2019)
- Future Man – serie TV, 14 episodi (2017-2019)
- X-Files (The X-Files) – serie TV, episodio 11x06 (2018)
- Swedish Dicks – serie TV, episodio 2x04 (2018)
- The Boys – serie TV, episodi 1x06-1x07 (2019)
- Il metodo Kominsky (The Kominsky Method) – serie TV, 7 episodi (2019-2021)
- What We Do In The Shadows – serie TV, episodio 2x01 (2020)
- Golia (Goliath) – serie TV, 6 episodi (2021)
- Mercoledì (Wednesday) – serie TV, episodio 2x01 (2025)

### Doppiatore
- La bella e la bestia - Un magico Natale (Beauty and the Beast: The Enchanted Christmas), regia di Andrew Knight (1997)
- Edwurd Fudwupper Fibbed Big, regia di Berkeley Breathed – cortometraggio (2000)
- I Griffin (Family Guy) – serie animata, episodi 2x15-2x16-3x01 (2000-2001)
- Il gobbo di Notre Dame II (The Hunchback of Notre Dame II), regia di Bradley Raymond (2002)
- Kingdom Hearts – videogioco (2002)
- The Country Bears - I favolorsi (The Country Bears), regia di Peter Hastings (2002)
- Il libro della giungla 2 (The Jungle Book 2), regia di Steve Trenbirth (2003)
- Kingdom Hearts II – videogioco (2005)
- American Dad! – serie animata, episodi 9x07-17x05 (2013, 2022)
- Kingdom Hearts HD 2.5 Remix – videogioco (2014)
- Kingdom Hearts HD 2.8 Final Chapter Prologue – videogioco (2017)
- NBA 2K19 – videogioco (2018)
- Super Smash Bros. Ultimate (Sora) – videogioco (2018)
- Kingdom Hearts III – videogioco (2019)
- Kingdom Hearts Melody of Memory – videogioco (2020)
- Star Trek: Lower Decks – serie animata, episodio 1x04 (2020)
- Robot Chicken – serie animata, episodio 10x14 (2020)
- Cani nello spazio (Dogs in Space) – serie animata, 10 episodi (2021-in corso)
- Jurassic World - Nuove avventure (Jurassic World Camp Cretaceous) – serie animata, 9 episodi (2021-2022)

## Riconoscimenti
- Premio Oscar
  - 2000 – Candidatura per il miglior attore non protagonista per The Sixth Sense - Il sesto senso
- Golden Globe
  - 2000 – Candidatura per il miglior attore non protagonista per The Sixth Sense – Il sesto senso

- Critics' Choice Awards
  - 2000 – Miglior giovane interprete per The Sixth Sense – Il sesto senso

- MTV Movie & TV Awards
  - 2000 – Miglior performance rivelazione maschile per The Sixth Sense – Il sesto senso
  - 2000 – Candidatura per la miglior coppia (condiviso con Bruce Willis) per The Sixth Sense – Il sesto senso

- Screen Actors Guild Award
  - 2000 – Candidatura per il miglior attore non protagonista cinematografico per The Sixth Sense – Il sesto senso
  - 2022 – Candidatura per il miglior cast in una serie commedia per Il metodo Kominsky

- Young Artist Award
  - 1995 – Miglior giovane attore sotto i 10 anni in un film per Forrest Gump
  - 1996 – Candidatura per il miglior giovane attore sotto i 10 anni in una serie per The Jeff Foxworthy Show
  - 1997 – Candidatura per il miglior giovane attore sotto i 10 anni in una serie drammatica o commedia per The Jeff Foxworthy Show
  - 1997 – Candidatura per la miglior performance in un film di un attore fino ai 10 anni per Bogus - L'amico immaginario
  - 2000 – Miglior giovane attore per The Sixth Sense – Il sesto senso
- Altri riconoscimenti
  - Broadcast Film Critics Association Award 2000: Miglior giovane interprete per The Sixth Sense – Il sesto senso
  - Kansas City Film Critics Circle Awards 2000: Miglior attore non protagonista per The Sixth Sense – Il sesto senso
  - Saturn Awards 2000: Miglior attore emergente per The Sixth Sense – Il sesto senso
  - 3 Las Vegas Film Critics Society Awards 2000: Miglior giovane attore, Miglior performance rivelazione e Miglior attore non protagonista per The Sixth Sense – Il sesto senso
  - Southeastern Film Critics Association Awards 2000: Miglior attore non protagonista per The Sixth Sense – Il sesto senso
  - Blockbuster Entertainment Awards 2000: Miglior attore esordiente per The Sixth Sense – Il sesto senso
  - Dallas-Fort Worth Film Critics Association Awards 2000: Miglior attore non protagonista per The Sixth Sense – Il sesto senso
  - Florida Film Critics Circle Awards 2000: Miglior attore non protagonista per The Sixth Sense – Il sesto senso
  - Online Film Critics Society Awards 2000: Miglior attore non protagonista per The Sixth Sense – Il sesto senso
  - Teen Choice Awards 2000: Miglior performance rivelazione per The Sixth Sense – Il sesto senso
  - YoungStar Awards 2000: Miglior giovane attore per The Sixth Sense – Il sesto senso
  - 2 Nomination ai Chicago Film Critics Association Awards 1999: Miglior attore non protagonista e Miglior performance rivelazione per The Sixth Sense – Il sesto senso
  - Nomination ai Chlotrudis Awards 2000: Miglior attore non protagonista per The Sixth Sense – Il sesto senso
  - Nomination ai National Society of Film Critics Awards 2000: Miglior attore non protagonista per The Sixth Sense – Il sesto senso
  - Nomination ai Online Film Critics Society Awards 2000: Miglior debutto per The Sixth Sense – Il sesto senso

## Doppiatori italiani
Nelle versioni in italiano delle opere in cui ha recitato, Haley Joel Osment è stato doppiato da:
- Alessio Ward in The Sixth Sense - Il sesto senso, Un sogno per domani, L'ultimo treno
- Edoardo Stoppacciaro in X-Files, Silicon Valley, Entourage
- Alessio Puccio in Forrest Gump, A.I. - Intelligenza artificiale
- Paolo Vivio in Future Man, Mercoledì
- Monica Bertolotti in Bogus - L'amico immaginario
- Giulio Renzi Ricci in A spasso con Katherine
- Nanni Baldini in Tusk
- Gianluca Crisafi in Yoga Hosers - Guerriere per sbaglio
- Michele Botrugno in Golia
- Davide Albano ne Il metodo Kominsky
- Gabriele Lopez in Ted Bundy - Fascino criminale
- Davide Perino in Walker Texas Ranger
- Sacha Pilara in The Devil Has a Name
- Daniele Raffaeli in The Boys
- Fabio Gervasi in What We Do in the Shadows
- Simone Crisari in Blink Twice
- Fabrizio Manfredi in Un tipo imprevedibile 2

Da doppiatore è sostituito da:
- Stefano De Filippis in La bella e la bestia - Un magico Natale
- Alessio Puccio ne Il gobbo di Notre Dame II
- Flavio Aquilone in The Country Bears - I favolorsi
- Gabriele Patriarca ne Il libro della giungla 2
- Alberto Franco in We Baby Bears - Siamo solo baby orsi